# Pinelopi Delta

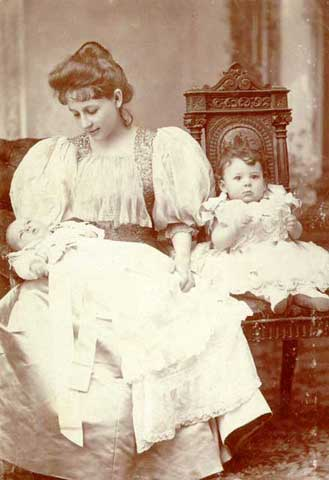
Pinelopi Delta, 1897

Pinelopi Delta oder Penelope Delta  (griechisch Πηνελόπη Δέλτα, geb. Benaki, * 1874 in Alexandria, Ägypten; † 2. Mai 1941 in Kifisia) war eine griechische Schriftstellerin.

## Leben
Pinelopi war das dritte Kind des wohlhabenden Kaufmanns Emmanouil Benakis, der mit Baumwolle handelte. Sie verbrachte ihre Kindheit in Alexandria, besuchte häufig Griechenland und andere Länder. Die Familie verließ 1882 Alexandria und ließ sich in Athen nieder.
Im Alter von 21 Jahren heiratete sie den aus einer phanariotischen Familie stammenden Unternehmer Stefanos Deltas.
Nach dem türkisch-griechischen Krieg, an dem ihr Mann teilgenommen hatte, siedelte die Familie wieder nach Alexandria um. Dort traf sie Ion Dragoumis, mit dem sie bis 1912 ein leidenschaftliches Verhältnis hatte.
1906 zog die Familie nach Frankfurt am Main, wo sie bis 1912 blieb. Pinelopi Delta schrieb ihren ersten Roman „Für das Vaterland“, der zur Zeit des Byzantinischen Reiches spielte. Sie engagierte sich in der griechischen Sprachfrage auf Seiten der Anhänger der Dimotiki und korrespondierte mit hundert Briefpartnern in aller Welt, wie etwa mit Ioannis Psycharis und dem Byzantinisten Gustave Schlumberger.
Im Jahre 1916 übersiedelte die Familie endgültig nach Athen und ließ sich im eleganten Vorort Kifisia nieder. Pinelopi geriet in den Strudel der politischen Kontroversen zwischen den Anhängern von Eleftherios Venizelos, dem ihr Vater als Minister diente und zu dessen Bewunderern sie gehörte, und denen der royalistischen Volkspartei. 1916 wurde Emmanouil Benakis von den Monarchisten abgeurteilt und ins Exil vertrieben, 1920 wurde Ion Dragoumis durch einen Exekutivausschuss der Venizelos-Anhänger getötet.
Im Jahr 1918 nahm sie an zwei Missionen nach Ostmakedonien teil, die die Rückkehr von Geiseln aus der Gefangenschaft in Bulgarien zum Ziel hatte. Sie legte jedoch nicht nur in der Makedonien-Frage großes patriotisches Engagement an den Tag, sondern engagierte sich auch in der Folge der Katastrophe in Kleinasien im Jahre 1922 und des griechisch-italienischen Krieges 1940 sowie gegen das Regime von Ioannis Metaxas.
1925 zeigten sich die ersten Symptome einer fortschreitenden Lähmung. Am 27. April 1941, dem Tag des Einmarsches der deutschen Truppen in Athen, nahm Penelope Delta das Gift, das sie seit langem bei sich trug; sie verstarb fünf Tage später.
Ihre Villa in Kifisia wurde nach ihrem Tod dem von ihrem Bruder Andonis Benakis gegründeten Benaki-Museum übergeben und beherbergt die historischen Archive des Museums.
Pinelopi Delta hatte drei Töchter, Sophia, Virginia (Großmutter des griechischen Ministerpräsidenten Andonis Samaras) und Alexandra.

## Werke
Pinelopi Delta schrieb vor allem Kinder- und Jugendliteratur. Neben Romanen, historischen Erzählungen und Märchen verfasste sie Abhandlungen über Erziehungs- und Bildungsfragen. Ihre Bücher können über die Grenzen der Kinder- und Jugendliteratur hinaus als historische Romane angesehen werden. Sie legte eine umfangreiche Sammlung mündlicher Zeugenaussagen über die moderne griechische Geschichte an.
- Για την Πατρίδα (Für das Vaterland) (1909)
- Παραμύθι Χωρίς Όνομα (Märchen ohne Namen) (1910),
- Τον Καιρό του Βουλγαροκτόνου (In der Zeit des Bulgarentöters) (1911)
- Η Ζωή του Χριστού (Das Leben Christi) (1925)
- Τρελαντώνης (Trelantonis, Verrückter Andonis, über ihren Bruder Andonis) (1932)
- Μάγκας Mangas (Ein Kerl) (1935)
- Τα Μυστικά του Βάλτου (In den Geheimnissen des Moores) (1937).